# Castorland
Castorland es una villa ubicada en el condado de Lewis en el estado estadounidense de Nueva York. En el año 2000 tenía una población de 306 habitantes y una densidad poblacional de 419 personas por km².

## Geografía
Castorland se encuentra ubicada en las coordenadas 43°53′15″N 75°30′50″O / 43.88750, -75.51389.

## Demografía
Según la Oficina del Censo en 2000 los ingresos medios por hogar en la localidad eran de $33,125, y los ingresos medios por familia eran $45,625. Los hombres tenían unos ingresos medios de $35,714 frente a los $16,806 para las mujeres. La renta per cápita para la localidad era de $12,101. Alrededor del 13.3% de la población estaban por debajo del umbral de pobreza.